# Municipio de James (Míchigan)
El municipio de James (en inglés: James Township) es un municipio ubicado en el condado de Saginaw en el estado estadounidense de Míchigan. En el año 2010 tenía una población de 2023 habitantes y una densidad poblacional de 40,85 personas por km².

## Geografía
El municipio de James se encuentra ubicado en las coordenadas 43°21′57″N 84°3′14″O / 43.36583, -84.05389. Según la Oficina del Censo de los Estados Unidos, el municipio tiene una superficie total de 49.52 km², de la cual 43,34 km² corresponden a tierra firme y (12,48 %) 6,18 km² es agua.

## Demografía
Según el censo de 2010, había 2023 personas residiendo en el municipio de James. La densidad de población era de 40,85 hab./km². De los 2023 habitantes, el municipio de James estaba compuesto por un 96,64 % de blancos, un 0,25 % de afroamericanos, un 0,44 % de amerindios, un 0,2 % de asiáticos, un 1,19 % eran de otras razas y otro 1,29 % de una mezcla de razas. Del total de la población, el 3,81 % eran hispanos o latinos de cualquier raza.